# The Rox Box/Roxette '86-'06
The Rox Box/Roxette '86-'06 is een verzamel- en jubileumbox van Roxette, uitgegeven op 18 oktober 2006 door EMI ter ere van het twintigjarig jubileum van de Zweedse popgroep. Speciaal daarvoor zijn twee nieuwe singles geschreven, namelijk One Wish en Reveal, welke respectievelijk zijn uitgebracht in 2006 en 2007.
De box bevat vier cd's met daarop alle bekende hits, niet eerder uitgebrachte demo's en meer, en twee dvd's met daarop alle videoclips ooit gemaakt door Roxette en het complete Roxetteconcert van MTV Unplugged uit 1993.

## Tracklist
| 1.                 | Neverending Love (single van Pearls of Passion)                  | 03:27 |
| 2.                 | Secrets That She Keeps (single van Pearls of Passion)            | 03:41 |
| 3.                 | Goodbye to You (single van Pearls of Passion)                    | 04:00 |
| 4.                 | Soul Deep (single van Pearls of Passion)                         | 03:33 |
| 5.                 | The Look (single van Look Sharp!)                                | 03:57 |
| 6.                 | Dressed for Success (single van Look Sharp!)                     | 04:12 |
| 7.                 | Sleeping Single (van Look Sharp!)                                | 04:38 |
| 8.                 | Paint (van Look Sharp!)                                          | 03:32 |
| 9.                 | Dangerous (single van Look Sharp!)                               | 03:51 |
| 10.                | Listen to Your Heart (single van Look Sharp!)                    | 05:15 |
| 11.                | The Voice (weggelaten van Look Sharp!)                           | 04:16 |
| 12.                | Cry (Demo)                                                       | 05:09 |
| 13.                | It Must Have Been Love (single van de Pretty Woman Soundtrack)   | 04:19 |
| 14.                | Joyride (single van Joyride)                                     | 04:01 |
| 15.                | Fading Like a Flower (Every Time You Leave) (single van Joyride) | 03:53 |
| 16.                | Spending My Time (single van Joyride)                            | 04:36 |
| 17.                | Watercolours in the Rain (van Joyride)                           | 03:39 |
| 18.                | Church of Your Heart (single van Joyride)                        | 03:23 |
| 19.                | Perfect Day (van Joyride)                                        | 04:06 |
| Totale duur: 77:37 |                                                                  |       |

| 1.                 | The Big L (single van Joyride)                                                         | 04:28 |
| 2.                 | (Do You Get) Excited? (van Joyride)                                                    | 04:17 |
| 3.                 | Things Will Never Be the Same (van Joyride)                                            | 04:28 |
| 4.                 | The Sweet Hello, the Sad Goodbye (B-kant van Spending My Time; weggelaten van Joyride) | 04:48 |
| 5.                 | Love Spins (Demo)                                                                      | 03:31 |
| 6.                 | Seduce Me (B-kant van June Afternoon; demo)                                            | 03:56 |
| 7.                 | How Do You Do! (single van Tourism)                                                    | 03:11 |
| 8.                 | The Heart Shaped Sea (van Tourism)                                                     | 04:19 |
| 9.                 | The Rain (van Tourism)                                                                 | 04:50 |
| 10.                | Never Is a Long Time (van Tourism)                                                     | 03:46 |
| 11.                | Silver Blue (van Tourism)                                                              | 04:08 |
| 12.                | Come Back (Before You Leave) (van Tourism)                                             | 04:32 |
| 13.                | Queen of Rain (single van Tourism)                                                     | 04:56 |
| 14.                | Almost Unreal (single van de Super Mario Bros. Soundtrack)                             | 03:58 |
| 15.                | Sleeping in My Car (single van Crash! Boom! Bang!)                                     | 03:34 |
| 16.                | Crash! Boom! Bang! (single van Crash! Boom! Bang!)                                     | 04:28 |
| 17.                | Vulnerable (single van Crash! Boom! Bang!)                                             | 04:29 |
| 18.                | The First Girl on the Moon (van Crash! Boom! Bang!)                                    | 02:57 |
| 19.                | I'm Sorry (van Crash! Boom! Bang!)                                                     | 03:11 |
| Totale duur: 77:55 |                                                                                        |       |

| 1.                 | Run to You (single van Crash! Boom! Bang!)                                   | 03:38 |
| 2.                 | See Me (B-kant van Salvation; weggelaten van Crash! Boom! Bang!)             | 03:45 |
| 3.                 | June Afternoon (single van Don't Bore Us, Get to the Chorus!)                | 04:11 |
| 4.                 | You Don't Understand Me (single van Don't Bore Us, Get to the Chorus!)       | 04:27 |
| 5.                 | She Doesn't Live Here Anymore (single van Don't Bore Us, Get to the Chorus!) | 04:04 |
| 6.                 | I Don't Want to Get Hurt (van Don't Bore Us, Get to the Chorus!)             | 04:17 |
| 7.                 | Always Breaking My Heart (Demo)                                              | 03:07 |
| 8.                 | Help! (van de Abbey Road Sessions)                                           | 02:57 |
| 9.                 | Wish I Could Fly (single van Have a Nice Day)                                | 04:42 |
| 10.                | You Can't Put Your Arms Around What's Already Gone (van Have a Nice Day)     | 03:33 |
| 11.                | Waiting for the Rain (van Have a Nice Day)                                   | 03:38 |
| 12.                | Anyone (single van Have a Nice Day)                                          | 04:32 |
| 13.                | Stars (single van Have a Nice Day)                                           | 03:57 |
| 14.                | Salvation (single van Have a Nice Day)                                       | 04:38 |
| 15.                | Cooper (van Have a Nice Day)                                                 | 04:20 |
| 16.                | Beautiful Things (van Have a Nice Day)                                       | 03:50 |
| 17.                | It Hurts (weggelaten van Have a Nice Day)                                    | 03:52 |
| 18.                | Little Miss Sorrow (van The Pop Hits; weggelaten van Have a Nice Day)        | 03:57 |
| 19.                | Happy Together (B-kant van Wish I Could Fly; weggelaten van Have a Nice Day) | 03:56 |
| 20.                | Staring at the Ground (Demo)                                                 | 03:50 |
| Totale duur: 79:20 |                                                                              |       |

| 1.                 | 7Twenty7 (B-kant van Stars; demo)                                          | 03:27 |
| 2.                 | It Will Take a Long Long Time (B-kant van Real Sugar; van Have a Nice Day) | 03:59 |
| 3.                 | Anyone/I Love How You Love Me (Demo)                                       | 04:12 |
| 4.                 | Myth (Demo)                                                                | 04:25 |
| 5.                 | New World (Demo)                                                           | 03:39 |
| 6.                 | Better Off on Her Own (Demo)                                               | 02:51 |
| 7.                 | Real Sugar (single van Room Service)                                       | 03:17 |
| 8.                 | The Centre of the Heart (single van Room Service)                          | 03:23 |
| 9.                 | Milk and Toast and Honey (single van Room Service)                         | 04:04 |
| 10.                | Jefferson (van Room Service)                                               | 03:53 |
| 11.                | Little Girl (van Room Service)                                             | 03:39 |
| 12.                | The Weight of the World (weggelaten van Room Service)                      | 02:52 |
| 13.                | Every Day (weggelaten van Room Service)                                    | 03:25 |
| 14.                | Bla Bla Bla Bla Bla (You Broke My Heart) (Demo)                            | 04:36 |
| 15.                | A Thing About You (single van The Ballad Hits)                             | 03:49 |
| 16.                | Breathe (van The Ballad Hits)                                              | 04:34 |
| 17.                | Opportunity Nox (single van The Pop Hits)                                  | 03:01 |
| 18.                | All I Ever Wanted (Demo)                                                   | 04:16 |
| 19.                | One Wish (Single; opgenomen in 2006)                                       | 03:03 |
| 20.                | Reveal (Single; opgenomen in 2006)                                         | 03:43 |
| Totale duur: 74:18 |                                                                            |       |

| Nr. | Titel                                       | Duur |
| --- | ------------------------------------------- | ---- |
| 1.  | The Look                                    | 4:59 |
| 2.  | Queen of Rain                               | 5:45 |
| 3.  | Hotblooded                                  | 3:51 |
| 4.  | Interview                                   | 0:32 |
| 5.  | I Never Loved a Man (The Way I Love You)    | 4:41 |
| 6.  | It Must Have Been Love                      | 5:08 |
| 7.  | Fingertips                                  | 3:30 |
| 8.  | Interview                                   | 0:28 |
| 9.  | Heart of Gold                               | 4:00 |
| 10. | Church of Your Heart                        | 3:00 |
| 11. | Listen to Your Heart                        | 3:49 |
| 12. | Interview                                   | 0:25 |
| 13. | Here Comes the Weekend                      | 4:05 |
| 14. | Joyride                                     | 5:53 |
| 15. | So You Wanna Be a Rock 'n' Roll Star        | 2:47 |
| 16. | Dangerous                                   | 4:46 |
| 17. | Spending My Time                            | 4:48 |
| 18. | The Heart Shaped Sea                        | 4:25 |
| 19. | Cry                                         | 2:33 |
| 20. | Watercolours in the Rain                    | 4:08 |
| 21. | Surrender                                   | 3:25 |
| 22. | Fading Like a Flower (Every Time You Leave) | 3:44 |
| 23. | Perfect Day                                 | 4:21 |

| Nr. | Titel                                       | Duur |
| --- | ------------------------------------------- | ---- |
| 24. | Neverending Love                            |      |
| 25. | Soul Deep                                   |      |
| 26. | I Call Your Name                            |      |
| 27. | Chances                                     |      |
| 28. | The Look                                    |      |
| 29. | Dressed for Success                         |      |
| 30. | Listen to Your Heart                        |      |
| 31. | Dangerous                                   |      |
| 32. | It Must Have Been Love                      |      |
| 33. | Joyride                                     |      |
| 34. | Fading Like a Flower (Every Time You Leave) |      |
| 35. | Spending My Time                            |      |
| 36. | (Do You Get) Excited?                       |      |
| 37. | Church of Your Heart                        |      |
| 38. | The Big L.                                  |      |
| 39. | How Do You Do!                              |      |
| 40. | Queen of Rain                               |      |
| 41. | Almost Unreal                               |      |
| 42. | Fingertips '93                              |      |
| 43. | Fireworks                                   |      |
| 44. | Sleeping in My Car                          |      |
| 45. | Crash! Boom! Bang!                          |      |
| 46. | Run to You                                  |      |
| 47. | Vulnerable                                  |      |
| 48. | June Afternoon                              |      |
| 49. | You Don't Understand Me                     |      |
| 50. | She Doesn't Live Here Anymore               |      |
| 51. | Un dia sin ti (Spending My Time)            |      |
| 52. | Wish I Could Fly                            |      |
| 53. | Stars                                       |      |
| 54. | Salvation                                   |      |
| 55. | Anyone                                      |      |
| 56. | Real Sugar                                  |      |
| 57. | The Centre of the Heart                     |      |
| 58. | Milk and Toast and Honey                    |      |
| 59. | A Thing About You                           |      |
| 60. | Opportunity Nox                             |      |